# Michael Turnheim

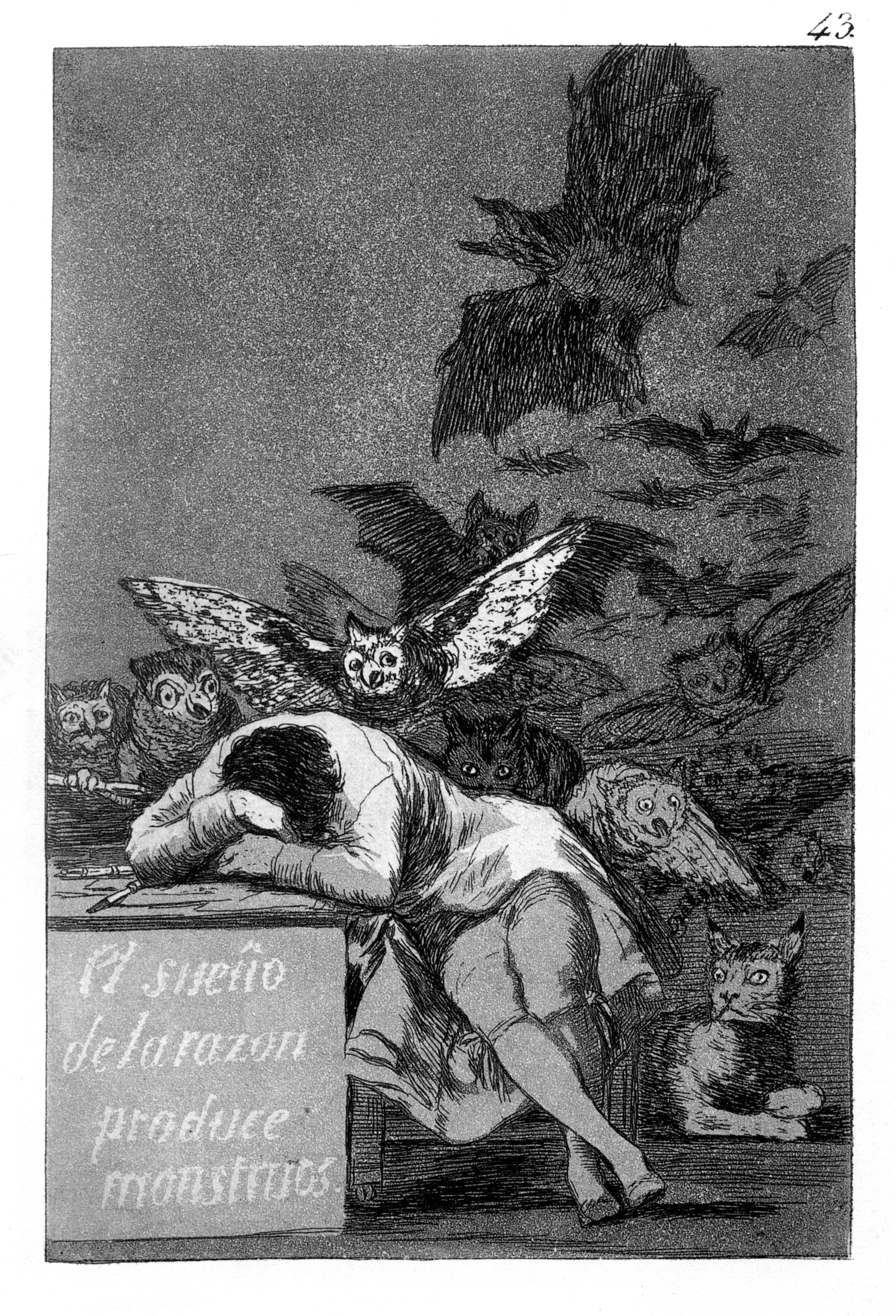
Aus Caprichos: Der Schlaf der Vernunft gebiert Ungeheuer oder: Der Traum der Vernunft gebiert Ungeheuer von Francisco de Goya

Michael Turnheim (* 22. Oktober 1946 in Wien; † 27. November 2009 in Paris) war ein österreichischer Psychoanalytiker und Supervisor in Paris und Wien.

## Leben und Werk
Turnheim hat eine psychoanalytische Ausbildung bei Jacques Lacan absolviert (von dem er das Seminar «Die Psychosen» übersetzt hat). Er arbeitete in Wien und Paris als Psychoanalytiker, war promovierter Mediziner, Facharzt für Neurologie und Psychiatrie, hielt Vorlesungen über Freud, Lacan und Derrida an der Medizinischen Fakultät der Universität in Wien, die ihn 2009 zum Universitätsprofessor ernannte. Turnheim war Abteilungsleiter einer Tagesklinik für psychotische und autistische Kinder. Er hat die Schriften des Psychoanalytikers Herbert Silberer herausgegeben und selbst zahlreiche Titel veröffentlicht zu klinischen und historischen Fragen der Psychoanalyse.
Der Buchtitel Mit der Vernunft schlafen ist eine Anspielung auf ein Gemälde von de Goya. Wichtig für seine Arbeit war eine kritische Erneuerung der Psychoanalyse, wo er sich weigerte, etwas absolut zu setzen, und stets eine kritische Haltung einnahm. Er griff  die Strömung seiner Zeit auf, den Strukturalismus und Derrida im Besonderen: Ein Text sei in seiner eigentlichen Bedeutung und auch in seiner Rezeption zu verstehen, auch Widersprüche (Aporien) sind zuzulassen. Eine Interpretation des Alien-Hand-Syndroms bei Schlaganfallpatienten ist, dass das prinzipielle Fremde des eigenen Körpers (vgl. Partialobjekte) in einer gesunden Entwicklung erfolgreich zu eigen gemacht wird, bei Verletzungen tritt die Fähigkeit wieder zurück. Beim Autismus wird die Gewalttätigkeit der Sprache offensichtlich, Turnheim arbeitet hier erfolgreich mit Zeichnungen und Maltherapie.
Turnheim hat in seinen Schriften entdeckt, dass sich Freuds Interpretation von Trauer gewandelt hat. 1917 schlägt Freud vor, durch erfolgreiche Trauerarbeit könne das verlorene Objekt restlos ersetzt werden, die Libido werde wieder frei und beweglich.
Der späte Freud hat einen bleibenden melancholischen Rest als Möglichkeit gesehen, dass die Liebe weiter bestehen bleibt.

## Schriften (Auswahl)
- Freud und der Rest: Aufsätze zur Geschichte der Psychoanalyse (= Psychoanalytische Aufsätze. Bd. 1). Turia + Kant, Wien 1993, ISBN 3-85132-041-7.
- Versammlung und Zerstreuung (= Psychoanalytische Aufsätze. Bd. 1). Psychoanalytische Aufsätze II, Turia + Kant, Wien 1996, ISBN 3-85132-104-9.
- Das Andere im Gleichen. Über Trauer, Witz und Politik. Klett-Cotta, Stuttgart 1999, ISBN 3-608-94176-2.
- Das Scheitern der Oberfläche. Autismus, Psychose, Biopolitik. Diaphanes, Zürich/Berlin 2005, ISBN 3-935300-71-9.
- Mit der Vernunft schlafen. Das Verhältnis Lacan – Derrida. Diaphanes, Zürich/Berlin 2009, ISBN 978-3-03734-067-7.